# Joseph R. Ecker
Joseph Robert Ecker (* 1956 in  Mount Carmel, Pennsylvania) ist ein US-amerikanischer Botaniker und Molekularbiologe.
Ecker studierte Biologie am The College of New Jersey mit dem Bachelor-Abschluss 1978 und promovierte bei Richard Hyman an der Pennsylvania State University (College of Medicine). In seiner Dissertation untersuchte er die Struktur des Varizella-Zoster-Virus und fand zwei Hauptformen. Außerdem studierte er unter Hyman Herpesviren. Als Post-Doktorand war er bei Ronald W. Davis an der Stanford University, wo seine Beschäftigung mit Pflanzengenetik begann.  1987 wurde er Assistant Professor am Plant Science Institute der University of Pennsylvania. Er ist Professor (Salk International Council Chair in Genetics) und Direktor des Labors für Genomanalyse am Labor für  Molekular- und Zellbiologie von Pflanzen am Salk Institute. Außerdem ist er Investigator des Howard Hughes Medical Institute (seit 2011) und Adjunct Professor an der University of California, San Diego.
Er war an der Sequenzierung des ersten Pflanzengenoms beteiligt, dem von Arabidopsis thaliana. Er baute eine Datenbank Salk T-DNA collection auf mit allen Insertionsmutationen von A. thaliana. Seine Gruppe bestimmte die meisten Gene, die an der Reaktion von Pflanzen auf das gasförmige Pflanzenhormon Ethen beteiligt sind. Das Hormon reguliert das Wachstum, bewirkt Fruchtreifung und spielt bei der Infektionsabwehr der Pflanze eine Rolle.
Er erstellte eine Karte des menschlichen Epigenoms (Kontrolle der Genexpression insbesondere durch Methylierung von DNA) und allgemein eine Methode, das Epigenom verschiedener Organismen zu kartieren (MethylC-Seq). Die Karte dient unter anderem dazu im Vergleich der Epigenome Krankheitsrisiken zu finden, zum Beispiel bei Geisteskrankheiten wie Schizophrenie und Alzheimer. Ecker zeigte auch, dass sich das Epigenom der menschlichen Gehirnzellen im Lauf der Entwicklung von Neugeborenem zu Erwachsenem sich stark ändert.
Durch die Untersuchung epigenetischer Marker auf Stammzelllinien charakterisierte er die Stammzellen, die dem Vorbild embryonischer Stammzellen am nächsten kommen. Das sind solche, bei denen leere Eizellen mit Genmaterial aufgefüllt wurden.
2001 erhielt er den Kumho Science International Award in Plant Molecular Biology, 2001 die Martin Gibbs Medal der American Society of Plant Biology, 2011 den George W. Beadle Award und 2007 den John J. Carty Award. 2006 wurde er Mitglied der National Academy of Sciences, 2015 der American Academy of Arts and Sciences.
2004 war er einer der 50 führenden Forscher des Jahres in der Wertung des Scientific American.

## Schriften (Auswahl)
- mit R. W. Davis: Inhibition of gene expression in plant cells by expression of antisense RNA, Proc. Nat. Acad. Sci. USA, Band 83, 1986, S. 5372–5376.
- mit P. Guzman: Development of large DNA methods for plants: molecular cloning of large segments of Arabidopsis and carrot DNA into yeast,  Nucleic Acids Res., Band 16, 1988, S. 11091–11105
- mit P. Guzman: Exploiting the triple response of Arabidopsis to identify ethylene-related mutants, The Plant Cell, Band 2, 1990, S. 513–523
- mit C. J. Bell: Assignment of 30 microsatellite loci to the linkage map of Arabidopsis,  Genomics, Band 19, 1994, S. 137–144
- mit J. J. Kieber u. a.: CTR1, a negative regulator of the ethylene response pathway in Arabidopsis, encodes a member of the raf family of protein kinases, Cell, Band 72, 1995, S. 427–441
- mit J. M. Alonso u. a.: EIN2, a bifunctional transducer of ethylene and stress responses in Arabidopsis, Science, Band 284, 1999, S. 2148–2152
- mit A. R. W. Schröder u. a.: HIV-1 integration in the human genome favors active genes and local hotspots, Cell, Band 110, 2002, S. 521–529
- mit K. L. C. Wang, H. Li: Ethylene biosynthesis and signaling networks, The Plant Cell, Band 14, Suppl. 1, 2002, S131-S151
- als Mitglied der Arabidopsis Genome Initiative: Analysis of the genome sequence of the flowering plant Arabidopsis thaliana, Nature, Band 408, 2000, S. 796–815
- mit J. M. Alonson u. a.: Genome-wide insertional mutagenesis of Arabidopsis thaliana, Science, Band 301, 2003, S. 653–657
- mit K Yamada u. a.: Empirical analysis of transcriptional activity in the Arabidopsis genome, Science, Band 302, 2003, S. 842–846.
- mit X. Zhang u. a.: Genome-wide high-resolution mapping and functional analysis of DNA methylation in Arabidopsis, Cell, Band 126, 2006, S. 1189–1201
- mit R. Lister u. a.: Highly integrated single-base resolution maps of the epigenome in Arabidopsis, Cell, Band 133, 2008, S. 523–536
- mit R. Lister u. a.: Human DNA methylomes at base resolution show widespread epigenomic differences, Nature, Band 462, 2009, S. 315–322
- mit S. Atwell u. a.: Genome-wide association study of 107 phenotypes in Arabidopsis thaliana inbred lines, Nature, Band 465, 2010, S. 627–631
- mit Bradley Bernstein u. a.: The NIH roadmap epigenomics mapping consortium, Nature Biotechnology, Band 28, 2010, S. 1045–1048
- mit R. Lister u. a.: Hotspots of aberrant epigenomic reprogramming in human induced pluripotent stem cells, Nature, Band 471, 2011, S. 68–73
- mit R. Lister u. a.: Global epigenomic reconfiguration during mammalian brain development, Science, Band 341, 2013
- mit A. Kundaje u. a.: Integrative analysis of 111 reference human epigenomes, Nature, Band 518, 2015, S. 317–330